# Xaquín Lorenzo
Xaquín Lorenzo Fernández, más conocido como Xocas (Orense, 23 de junio de 1907 - Lobeira, 19 de julio de 1989) fue un historiador y escritor español en lengua gallega y castellana. Era hijo del escritor y caricaturista Xosé Lorenzo Álvarez.
Estudió Educación Primaria y bachillerato en su ciudad natal, teniendo como maestro a Ramón Otero Pedrayo. Hace Filosofía y Letras (especialidad de Historia) en Santiago de Compostela donde se hace amigo de Xesus Ferro Couselo y en Zaragoza.
Xocas, se incorpora al Grupo Nós con Vicente Risco, Florentino López Cuevillas y Otero Pedrayo. Desenvuelve su labor fundamentalmente en el ámbito de la etnografía, aunque tiene también un papel destacado en otros aspectos como la arqueología o en sus estudios sobre el arte prerrománico. Fue miembro del Seminario de Estudos Galegos, organización de la que fue director de su Museo etnográfico, miembro de la Real Academia Gallega y presidente del Patronato del Museo del Pueblo Gallego. Le fue dedicado el Día de las Letras Gallegas en 2004.
Sus restos descansan en el cementerio de San Francisco (Orense).

## Obra
- «Etnografía. Cultura material» (1962, volumen II de la "Historia de Galiza", dirigida por Otero Pedrayo).
- «Vila de Calvos de Randín» (1930, junto con Florentino Cuevillas).
- «Lápidas sepulcrales gallegas de arte popular».
- «La Capilla y el Santuario del Santísimo Cristo de la Catedral de Orense».
- «Nosa Señora do Viso».
- «La casa gallega».
- «Cerámicas castrexas pintadas».
- «Las habitaciones de los castros».
- «O pastoreo na serra de Leboeiro».
- «La capilla visigótica de Amiadoso».
- «Deidades marianas en el Orense romano».
- «A casa».
- «Os oficios».
- «Vellas artes de pesca no río Miño».
- «Distribucións dos xugos na Galiza».
- «Metamorfose dunha casa castrexa».
- «La iglesia prerrománica de Santa María de Mixós».
- «Cantigueiro popular da Limia Baixa».
- «Sobre algunos saludos en gallego».
- «O Mar e os Ríos»
- «Enredos»
- Curtametraxe "O carro e o home"